# Polite (figlio di Priamo)
Polite, (in greco Πολίτης, [la pronuncia è polítes], letteralmente "cittadino") è un personaggio della mitologia greca.

## Il mito
Polite fu uno dei diciannove figli di Priamo e di Ecuba, citato in diversi passi dell'Iliade. Si racconta che durante la guerra ebbe un figlio, che chiamò Priamo come suo padre. Nei combattimenti che si susseguirono presso Troia nel decimo anno di guerra, aiutò Deifobo, suo fratello, ad abbandonare la battaglia, essendo questi stato ferito da Merione. Durante l'assalto alle navi achee uccise un guerriero acheo, Echio.
La morte del principe troiano è narrata da Virgilio nel secondo libro dell'Eneide. Nella notte della presa di Troia, Polite, rimasto ferito, cerca di raggiungere il padre per salvargli la vita, ma inseguito viene ucciso da Neottolemo, figlio di Achille, sotto gli occhi del re.
«Ed ecco, scampato alla strage di Pirro, Polite,

uno dei figli di Priamo, tra i dardi, tra i nemici

fugge per i lunghi portici, e percorre gli atrii deserti,

ferito: impetuoso lo insegue Pirro con colpi minacciosi

e già lo afferra con la mano e lo preme con l'asta:

come infine giunse davanti allo sguardo dei genitori,

cadde, ed effuse con molto sangue la vita.» 
(Virgilio, Eneide, II, traduzione di Luca Canali)
Suo figlio Priamo sopravvive invece alla caduta della città: Virgilio cita il fanciullo tra le persone che vengono messe in salvo da Enea e che si uniscono a lui.

## Nell'arte
Tra i dipinti dove appare il principe troiano, si ricordano Polite in osservazione di  Hyppolite Flandrin e La morte di Priamo di Léon Perrault, nel quale il giovane è appena stato ucciso.